# Voleibol platja als Jocs Olímpics d'estiu de 2004
Als Jocs Olímpics d'Estiu de 2004 celebrats a la ciutat d'Atenes (Grècia) es disputaren 2 competicions de voleibol platja, una en categoria masculina i una altra en categoria femenina. La competició se celebrà entre els dies 14 i 25 d'agost de 2004 a Centre Olímpic de Voleibol platja.
Hi participaren un total de 96 jugadors, entre ells 48 homes i 48 dones, de 24 comitès nacionals diferents.

## Resum de medalles
| Prova                       | Or                                  | Argent                              | Bronze                                   |
| Categoria masculina Detalls | BrasilRicardo Santos · Emanuel Rego | EspanyaJavier Bosma · Pablo Herrera | SuïssaStefan Kobel · Patrick Heuscher    |
| Categoria femenina Detalls  | Estats UnitsKerri Walsh · Misty May | BrasilShelda Bede · Adriana Behar   | Estats UnitsHolly McPeak · Elaine Youngs |

## Medaller
| Posició | País         | Or | Argent | Bronze | Total |
| 1       | Brasil       | 1  | 1      | 0      | 2     |
| 2       | Estats Units | 1  | 0      | 1      | 2     |
| 3       | Espanya      | 0  | 1      | 0      | 1     |
| 4       | Suïssa       | 0  | 0      | 1      | 1     |